# Сосново-Озёрское
Сосно́во-Озёрское (бур. Нарһата) — село, административный центр Еравнинского района Республики Бурятия и сельского поселения «Сосново-Озёрское».
Население — 6412 чел. (2021).

## География
Расположено на северо-востоке Бурятии в 282 км от Улан-Удэ на южном берегу Соснового озера, входящего в группу Еравнинских озёр.

## История
Основано в 1882 году крещённым бурятом Никифором Белобородовым как Иннокентьевка — в честь церкви во имя святого Иннокентия. Затем закрепилось название Сосновское и только спустя несколько лет, в начале 1890-х годов, получило название — село Сосново-Озёрское.
Осенью 1933 года организуется Еравнинский госрыбзавод Востсибтреста. Контора рыбозавода до 1942 года находилась в Укыре, после чего переехала в село Сосново-Озёрское. В 1942 году были созданы перерабатывающиеся пункты Гарам, Тулдун, Малая Еравна, Исинга. В 1992 году рыбозавод был реорганизован в открытое акционерное общество ОАО «Нептун»..

## Население
| 1959 | 1970  | 1979  | 1989  | 2002  | 2010  | 2021  |
| ---- | ----- | ----- | ----- | ----- | ----- | ----- |
| 3335 | ↗4899 | ↗5382 | ↗6020 | ↘5947 | ↗6128 | ↗6412 |

## Инфраструктура
Районная администрация, центральная районная больница, гостиница, центральная и детская библиотеки, две средние общеобразовательные школы, дом культуры, профессиональное училище, в летний период работает турбаза на берегу озера, кладбище

## Транспорт
Через село проходит автодорога республиканского значения 03Р-002 Улан-Удэ — Багдарин, часть региональной автодороги Р436 Улан-Удэ — Чита. Регулярное сообщение со столицей республики осуществляется автобусами и микроавтобусами до Улан-Удэнского автовокзала «Селенга» (набережная, ул. Корабельная 32).

## Достопримечательности
- Спасская церковь — православный храм, относится к Северобайкальской епархии Бурятской митрополии Русской православной церкви[9].

## Известные уроженцы
- Цырендоржиев, Сергей Сультимович — российский бурятский писатель, 3аслуженный работник культуры Бурятии[10].
- Дондогой, Цырендулма Цыреновна (1932—2008) — бурятская поэтесса, журналист, член Союза писателей СССР, член Союза журналистов СССР, Заслуженный работник культуры Бурятии и России[11].

## Галерея

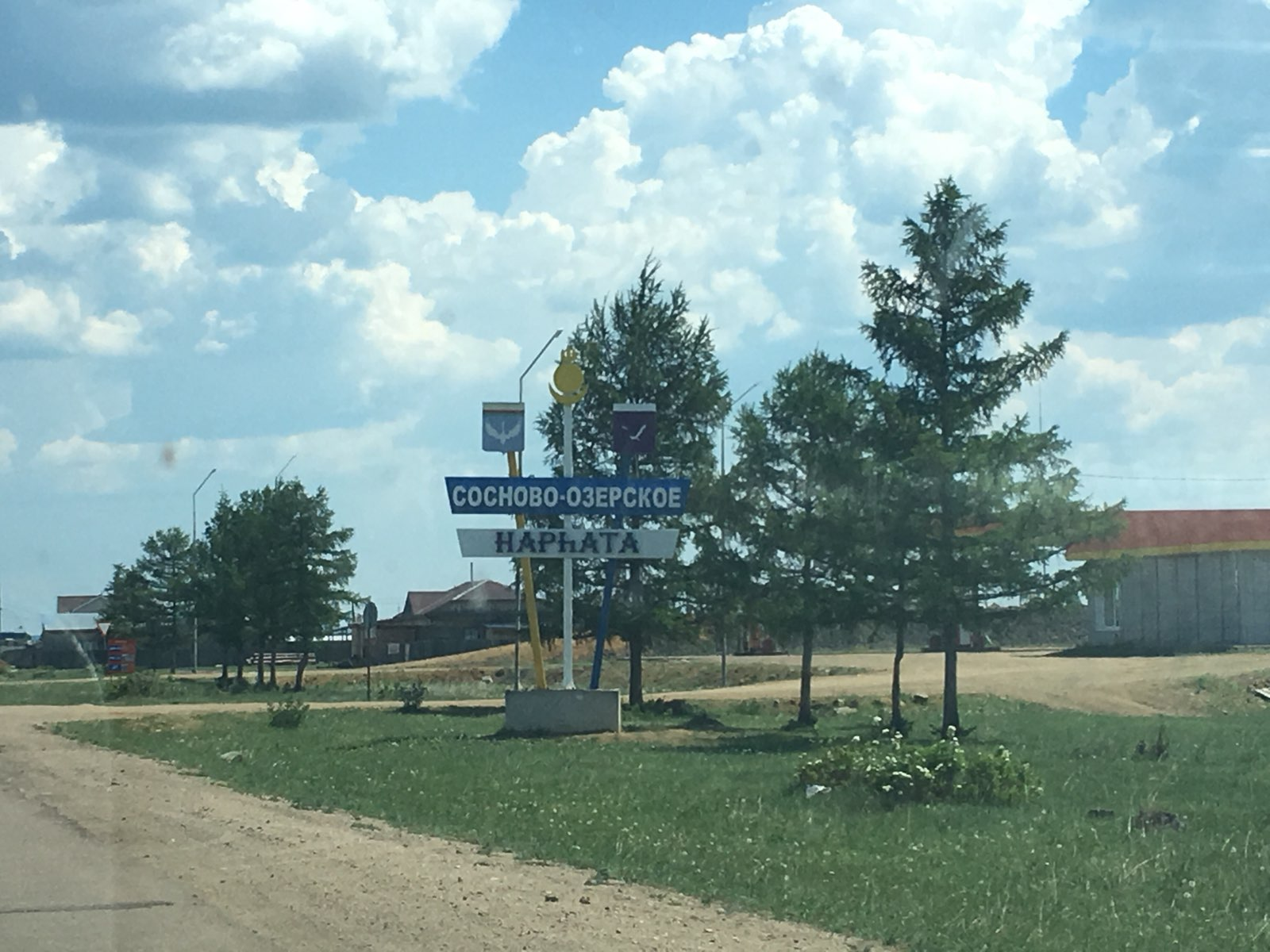
При въезде в село Сосново-Озёрское
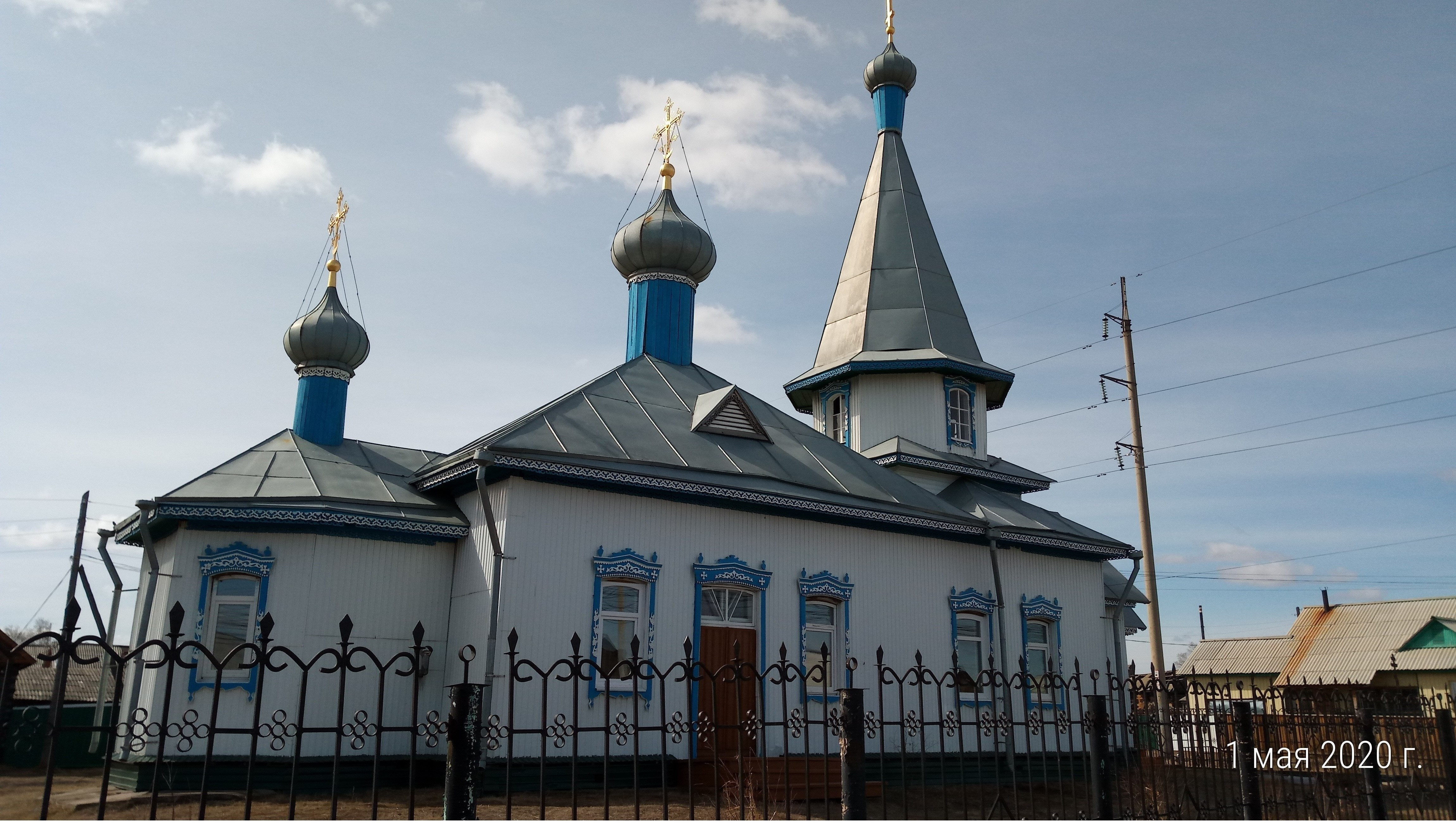
Спасская церковь
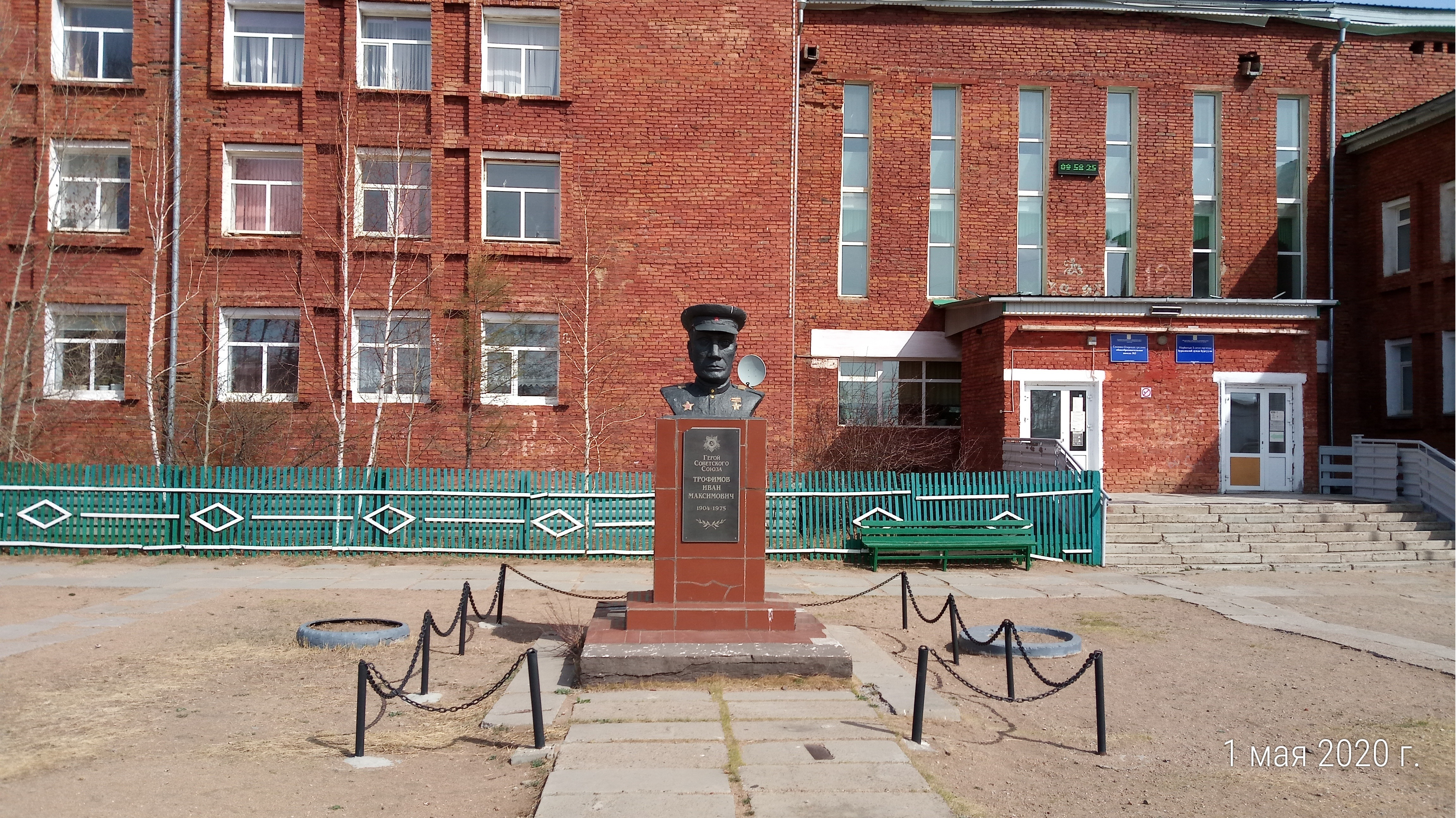
Памятник Герою Советского Союза Трофимову И.М.
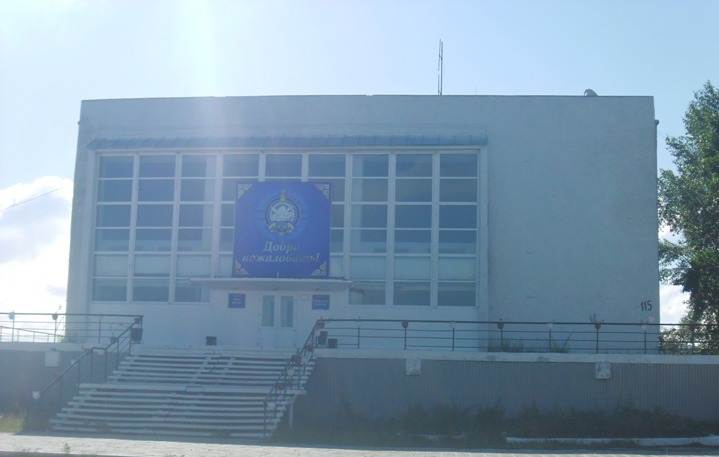
Дом культуры
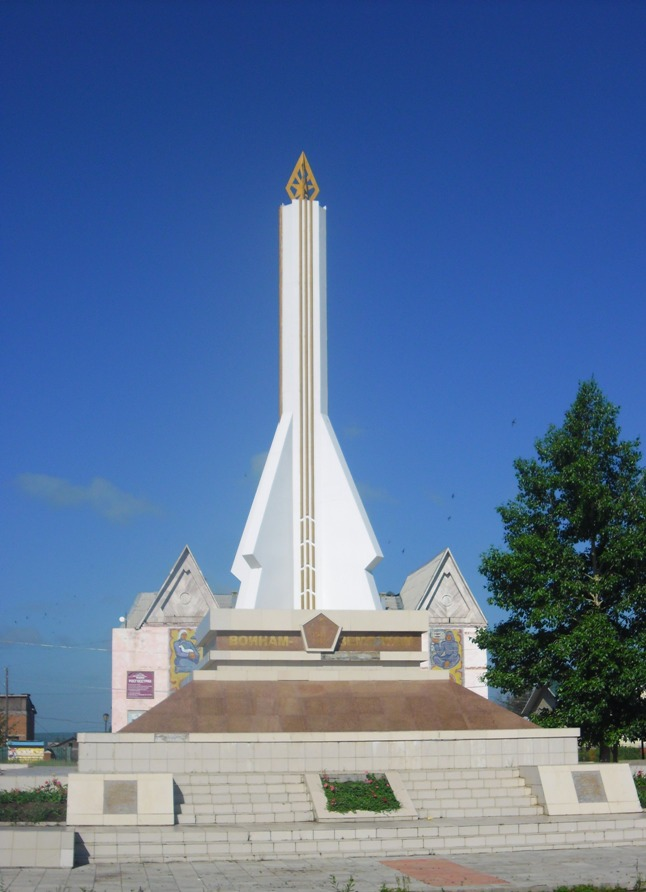
Памятник воинам Великой Отечественной войны
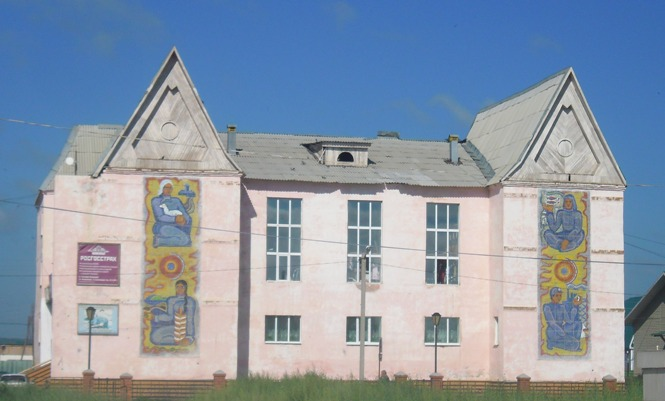
Гостиница «Озёрная»
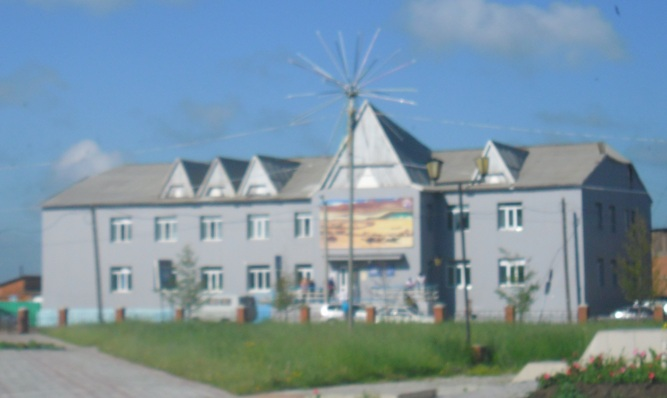
Поликлиника
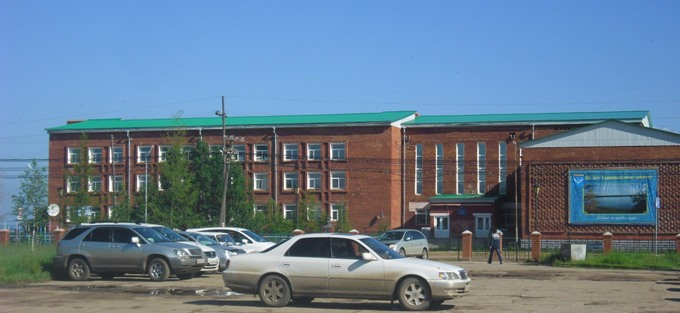
Школа № 2
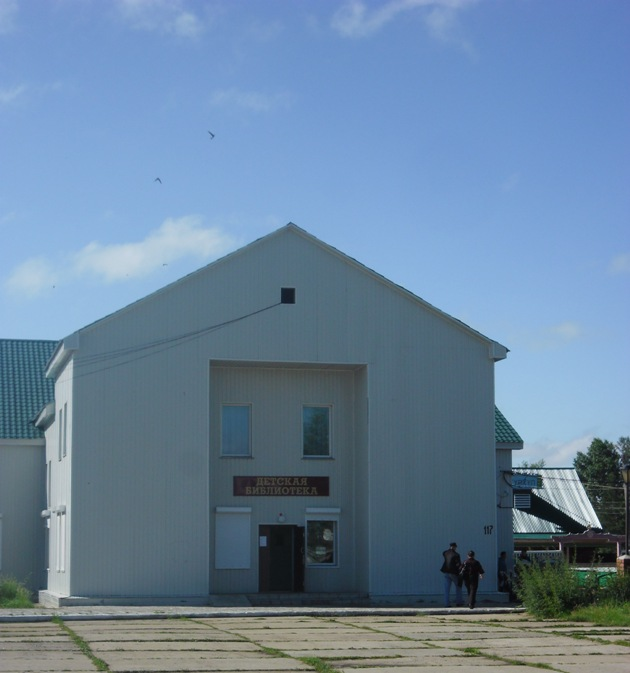
Детская библиотека